# Vallant-Saint-Georges
Vallant-Saint-Georges è un comune francese di 389 abitanti situato nel dipartimento dell'Aube nella regione del Grand Est.

## Società

### Evoluzione demografica
Abitanti censiti